# Chiesa di Santa Giulia (Lavagna)
La chiesa di Santa Giulia è un luogo di culto cattolico situato nella frazione di Santa Giulia di Centaura, in piazza della Chiesa, nel comune di Lavagna nella città metropolitana di Genova. La chiesa è sede della parrocchia omonima del vicariato di Chiavari-Lavagna della diocesi di Chiavari.

## Storia

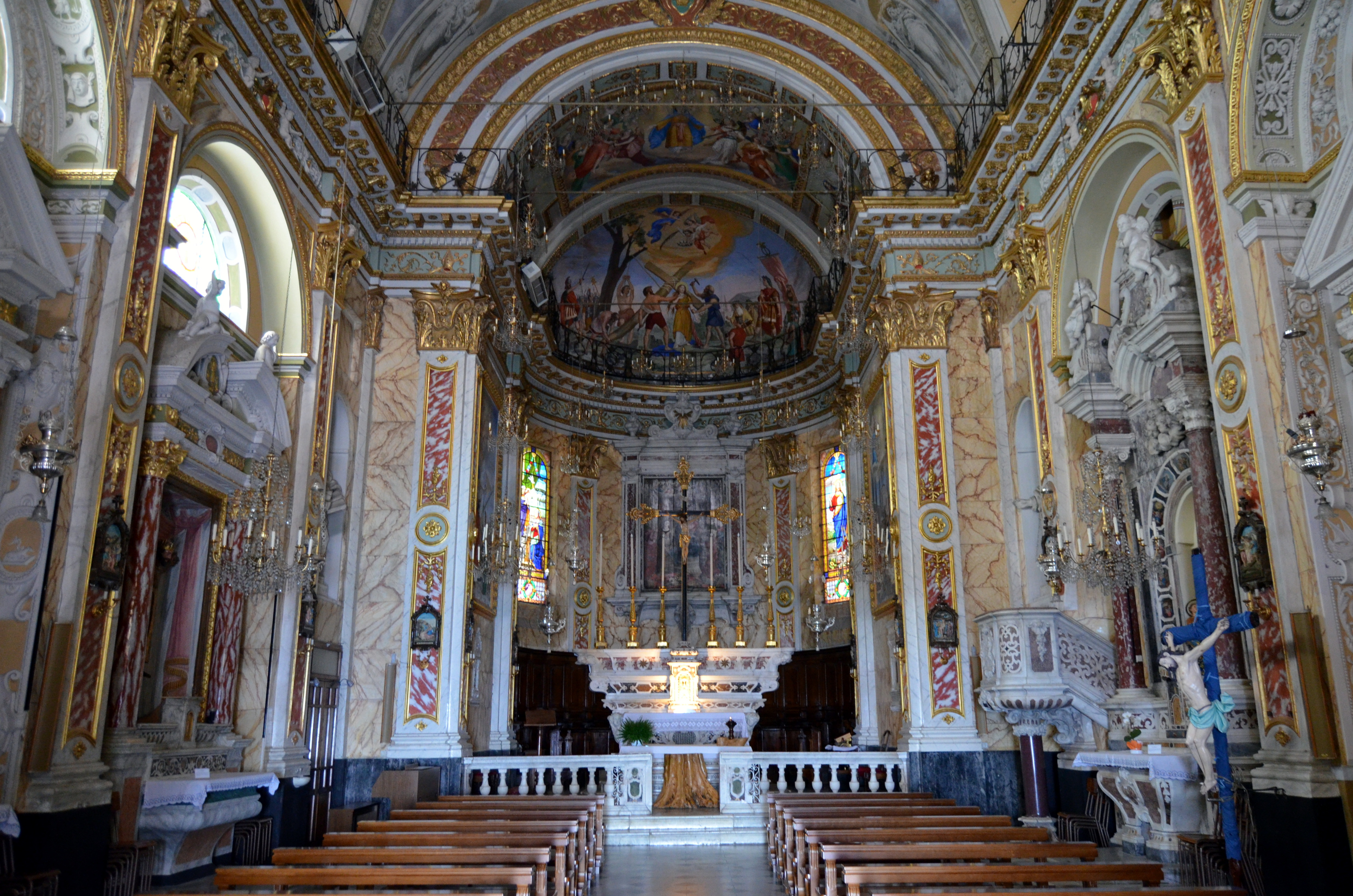
Particolare dell'interno

La chiesa, la cui dedicazione a santa Giulia ha finito per indicare, come spesso accade, oltre che la chiesa, tutta la frazione comunale, detta Centaura, nella quale sorge, è citata come cappella già esistente in un documento dell'XI secolo e precisamente del 1031, pertanto l'originario edificio fu costruito anteriormente a tale data.
Fu trasformato nella chiesa odierna nel 1654. 
L'intitolazione alla santa, patrona della Corsica (visibile nei giorni limpidi dalla chiesa) e di Livorno, risulta già dai documenti più antichi e appare quindi come quella originaria.
Alla comunità parrocchiale venne nel 1797 scorporata la parrocchia dell'Immacolata Concezione della frazione Cavi di Lavagna e nel 1909 anche la parrocchia di Santa Maria Assunta di Sorlana; dal 1900 è sede di prevostura.

## Descrizione
Tra le opere conservate, oltre alle reliquie di santa Giulia portate nel 1724, vi è un ligneo crocifisso risalente al XIV secolo e forse di fattura bizantina; del pittore Giovanni Mazone è il trittico de Il Volto Santo del Cinquecento - anche se ultimi studi attribuiscono la paternità del dipinto a Teramo Piaggio - e nell'abside una tavola raffigurante santa Giulia e altre sante del 1517.